# Vidal López
Vidal López Ascanio (Río Chico, Estado Miranda, 19 de abril de 1918 - Caracas, 20 de febrero de 1972) fue un beisbolista venezolano. Es considerado por muchos como uno de los jugadores de béisbol venezolanos más completos de todos los tiempos. Fue bautizado por el periodista Candelario Rivero (Chato Candela) como "El Muchachote de Barlovento". 

## Biografía
Bartolo, el padre de Vidal murió cuando éste tenía 6 años de edad y poco después, en 1927, la madre decidió trasladarse a Caracas con sus hijos. Inicialmente, la familia se alojó en una casa de vecindad ubicada entre las esquinas de Ferrenquín a Platanal. 
Durante este tiempo, Vidal se desempeñó en diversos trabajos tales como el de mandadero de una familia de apellido Navarro y mensajero en la clínica del Dr. Iturbe. Paralelamente con los trabajos que realizaba, Vidal cursó estudios de primaria en la Escuela de Artes y Oficios del Maestro Lugo, ubicada en los terrenos que ocupa el edificio del diario El Universal. También en sus ratos libres, ayudaba en las labores eclesiásticas de la iglesia de Altagracia, en la cual llevaba a cabo tareas de monaguillo, oficio en el que conoció al señor Víctor Soto, quien lo estimuló a participar en las "caimaneras" del barrio San Agustín.

### En el béisbol
Comenzó a practicar el béisbol a los 9 años en las llamadas "partidas sabaneras" caraqueñas que se jugaban en los alrededores del Nuevo Circo de Caracas y en las cuales se desempeñaba como receptor, pitcher y jardinero. En 1931, vistió la franela del "Valdespino" de Luis A. Blanco Chataing, el cual fue su primer equipo organizado, con el cual conquistó su primer trofeo como pitcher, tras haber abanicado 122 bateadores en 7 juegos, de los cuales ganó 4, además de cubrir la receptoría o los jardines cuando no lanzaba. Por este tiempo jugó también para los equipos infantiles "Lucky Strike", y el "Unión".
En 1934, cuando apenas contaba con 16 años fue invitado a jugar en La Victoria con el equipo "Concordia" de Gonzalo Gómez, con el que percibiría 300 bolívares mensuales, más hotel y comida, por su actuación en la semana. En esta divisa compartió como lanzador con figuras tales como Alejandro Carrasquel, Balbino Inojosa y el boricua Marcelino Blondet (apodado "Moncho El Brujo"), entre otras. Luego de esto formaría parte de los conjuntos "Ayarí" y el "Japón", ambos de la ciudad de Barquisimeto, llegando a ganar con este último el fabuloso sueldo para la época, de Bs. 700 mensuales. También jugó en Maracaibo y otras ciudades, donde se desempeñó como lanzador y cuarto bateador.
En 1938, debutó en el béisbol de Puerto Rico con la divisa Caguas, conectando 2 jonrones y un doble. En 1948, formó parte de los Navegantes del Magallanes, pero le llamaron de Puerto Rico, Cuba y de México, donde tuvo destacadas actuaciones como jonronero y lanzador. De los países donde jugó México, fue donde tuvo mejor desempeño, ganando 17 juegos y perdiendo uno como pitcher y bateando un promedio de bateo de 345.
En 1951, jugó en la República Dominicana, donde obtuvo un promedio de 359. En las temporadas en las que participó en el béisbol venezolano (1946-1955), consiguió un promedio de bateo de 307 puntos (279 hits en 910 veces al bate), aunque recopilada su actuación completa, el porcentaje resulta ser más alto.
A pesar de su gran talento como pelotero, no pudo llegar a las Grandes Ligas, ya que en esa época no se permitía en ellas la participación de jugadores negros. En 1955, se retiró como jugador activo, para dedicarse a las labores de entrenador e instructor de béisbol. En su honor un estadio de la Urbanización de El Cafetal de Caracas lleva su nombre y en su pueblo natal hay erigida una estatua con su imagen.